# Loth Bounatiro
Pour les articles homonymes, voir Loth.
Loth Bounatiro (en arabe : لوط بوناطيرو) né en mars 1955 à la Casbah d'Alger, est un chercheur algérien, docteur en astronomie.
Il est l'objet de multiples polémiques pour ses théories pseudo-scientifiques.
Bounatiro s'est porté candidat à l'élection présidentielle de 2009, mais n'a pu collecter le nombre nécessaire de signatures. Il est de nouveau candidat lors du scrutin d'avril 2019, annulé lors du Hirak.

## Biographie
En 2009, il obtient un prix pour une horloge universelle qu'il met en place. Il s'agit d'une horloge universelle de 24 heures, qui marchera sur les rythmes luni-solaires.
En novembre 2011, il décroche une médaille d'or au Salon des inventions, de la recherche scientifique et des nouvelles technologies qui s'est déroulé à Bruxelles. Sa nouvelle invention est un positiomètre spatio-temporel universel destiné à la navigation aérienne et spatiale.
Il suscite une déclaration polémique en affirmant que la Terre tourne seulement autour d'elle-même et plus précisément autour de La Mecque.
En mars 2020, il affirme qu'une équipe scientifique qu'il dirige a découvert un vaccin contre la Covid-19. L'information est démentie par le ministère algérien de la Santé.
En 2023, il affirme que les séismes vont se multiplier.